# Щёткин, Денис Александрович
Дени́с Алекса́ндрович Ще́ткин (14 сентября 1982) — казахстанский футболист, защитник. Выступал за сборную Казахстана.

## Биография
Сын футболиста Александра Щёткина. Младший брат Евгений также футболист.
Воспитанник павлодарского футбола. С 7 лет занимался в местной ДЮСШ. С 1997 года выступал за дубль клуба «Иртыш», в 2000 дебютировал во взрослой команде. Также играл за «Экибастузец», «Кызылжар», «Энергетик», «Казахмыс», «Кайсар» и «Окжетпес».
27 апреля 2003 года принял участие в товарищеском матче национальной сборной Казахстана против команды Фарерских островов, который завершился победой Фарер 3:2.

## Достижения

### Командные
- Победитель Первой лиги Казахстана: 2005, 2007